# Steve Wariner
Steven Noel Wariner (Noblesville, 25 december 1954) is een Amerikaanse countryzanger, -gitarist, songwriter en producent. Aanvankelijk was hij achtergrondmuzikant voor Dottie West, maar hij werkte ook samen met Bob Luman en Chet Atkins, voordat hij eind jaren 1970 een solocarrière begon. Hij heeft achttien studioalbums en meer dan vijftig singles uitgebracht voor verschillende platenlabels.
Wariner beleefde zijn grootste successen in de hitparade in de jaren 1980, eerst voor RCA Records Nashville en daarna voor MCA Records Nashville. Terwijl hij bij deze labels vertoefde, plaatste hij een aantal singles in de top tien van de Billboard Hot Country Songs-hitlijsten en ontving hij lovende kritieken voor de hoeveelheid creatieve controle die hij had over zijn oeuvre. Toen hij in 1991 naar Arista Records Nashville verhuisde, maakte hij zijn commercieel meest succesvolle album I Am Ready, zijn eerste die goud behaalde, maar de vervolgacties waren minder succesvol. Na een periode van commerciële achteruitgang beleefde hij eind jaren 1990 een tweede golf van succes, die werd aangespoord door het mede-schrijven van de nummer 1-singles Longneck Bottle van Garth Brooks en Nothin' but the Taillights van Clint Black. Deze nummers leidden ertoe, dat hij tekende bij Capitol Records Nashville en tegen het einde van het decennium behaalde hij nog twee gouden albums met Burnin' the Roadhouse Down en Two Teardrops. Terwijl zijn commerciële succes na deze albums opnieuw afnam, bleef hij zelfstandig opnemen bij zijn eigen label SelecTone.
Tien singles van Wariner bereikten de nummer 1-positie in de hitlijsten van Hot Country Songs: All Roads Lead to You, Some Fools Never Learn, You Can Dream of Me, Life's Highway, Small Town Girl, The Weekend, Lynda, Where Did I Go Wrong, I Got Dreams en What If I Said (een duet met Anita Cochran). Wariner heeft verschillende schrijfcredits voor zichzelf en andere artiesten en heeft onder andere samengewerkt met Nicolette Larson, Glen Campbell, Diamond Rio, Brad Paisley, Asleep at the Wheel en Mark O'Connor. Hij heeft ook vier Grammy Awards gewonnen: een voor «Best Country Collaboration with Vocals» en drie voor «Best Country Instrumental». Daarnaast heeft hij drie Country Music Association Awards en een Academy of Country Music Awards gewonnen en is hij lid van de Grand Ole Opry. Wariners muzikale stijl wordt bepaald door zijn leadgitaarwerk, lyrische inhoud en stilistische diversiteit.

## Biografie
Steven Noel Wariner werd geboren op 25 december 1954 in Noblesville, Indiana, maar groeide op in Russell Springs (Kentucky). Als tiener leerde Wariner zichzelf verschillende instrumenten bespelen, waaronder akoestische gitaar, basgitaar, drums, banjo en steelgitaar. Wariner trad lokaal op in de band van zijn vader Roy Wariner en putte invloed uit muzikale acts, waar zijn vader naar luisterde, zoals George Jones en Chet Atkins. Op 17-jarige leeftijd hoorde countryzangeres Dottie West Wariner optreden in de Nashville Country Club in Indianapolis en rekruteerde hem om basgitaar te spelen in haar roadband. Wariner voltooide zijn opleiding door middel van een schriftelijke cursus bij de plaatselijke middelbare school en speelde drie jaar in de band van West. Hij speelde ook op haar single Country Sunshine uit 1973.
Wariner begon op dat moment ook met het schrijven van liedjes en West probeerde hem een platencontract te bezorgen door demo's van zijn werk in te dienen, maar dat lukte niet. Vervolgens verliet hij de roadband van West om zich meer te concentreren op het schrijven van liedjes en begon hij te toeren met Bob Luman, nadat deze een aantal van Wariners liedjes had geknipt. Tijdens opnamesessies met Luman ontmoette Wariner gitarist Paul Yandell, die op dat moment ook voor Atkins werkte. Yandell diende een aantal demo's van Wariner in bij Atkins, die op dat moment ook vice-president was van RCA Records Nashville en aldus kon Wariner in 1976 een contract ondertekenen.

### 1978-1984: RCA Records
Chet Atkins, een van Wariners belangrijkste muzikale invloeden, hielp hem in 1976 om bij RCA Records te tekenen. Zijn eerste single-publicatie voor RCA was I'm Al Taken, een nummer dat Wariner mede-schreef. Het piekte op nummer 63 in de Billboard Hot Country Songs-hitlijsten in 1978. Dit werd gevolgd door nog vijf hitsingles, die destijds niet op een album verschenen vanwege hun beperkte succes. Deze singles waren voornamelijk covers van nummers van andere artiesten, waaronder The Easy Part's Over van Charley Pride. Record World magazine publiceerde een positieve recensie van deze cover, waarin stond dat het een trage, droevige ballad was waarin Wariner nog steeds een heleboel vocaal talent laat zien. Atkins huurde ook Wariner in als bassist in zijn road band, wat in 1979 leidde tot een nominatie door de Academy of Country Music voor «Bassist of the Year». Atkins diende ook als platenproducent bij zijn eerste single-publicaties, maar moedigde hem later aan om een andere te zoeken. Als gevolg hiervan werd The Easy Part's Over in plaats daarvan geproduceerd door Tom Collins, bekend van het produceren van Ronnie Milsap en Sylvia.
Zijn eerste grote hit kwam in 1980, toen Your Memory steeg naar de nummer 7-positie in de countryhitlijsten. Vanwege het succes van het nummer ontsloeg Atkins Wariner uit zijn band. Your Memory was de eerste van zes singles van zijn titelloze debuutalbum. Daarna kwam zijn eerste nummer 1-single All Roads Lead to You uit in 1981, gevolgd door de top 15 hit Kansas City Lights. Beide nummers werden geschreven door Kye Fleming en Dennis Morgan. De laatste twee singles Don't It Break Your Heart en Don't Plan on Sleeping Tonight van het album waren minder succesvol in de hitlijsten. Al Campbell van AllMusic verklaarde dat Wariners verfijnde country-popgeluid al geperfectioneerd was en dat bleek uit de kwaliteit van het materiaal. In 1980 nomineerde de Academy of Country Music Wariner voor «Top New Male Vocalist».
RCA bracht in 1983 zijn tweede studioalbum Midnight Fire uit. Tony Brown en Norro Wilson co-produceerden het album met uitzondering van de laatste twee nummers, waarvoor Collins als producent bleef. Bijdragende songwriters waren onder meer Felice en Boudleaux Bryant, Jerry Fuller en Richard Leigh. Het laatste nummer was een duet met Barbara Mandrell op een cover van de hit Overnight Sensation van Mickey Gilley uit 1975, die ook verscheen op Mandrells album Spun Gold uit 1983. Wariner zei dat hij ervoor koos om van producent te veranderen om meer uptempo materiaal te introduceren, en zowel Wilson als Brown werkten op dat moment voor RCA. De eerste single Don't Your Memory Ever Sleep at Night haperde in de hitlijsten, maar het titelnummer was succesvoller en haalde een nummer 5-notering. Hierop volgde een cover van Lumans hit Lonely Women Make Good Lovers uit 1972, die begin 1984 overeenkwam met de piek van de Hot Country Songs van de originele versie op nummer 4. De volgende twee singles Why Goodbye en Don't You Give Up on Love van het album, waren minder succesvol. Joy Lynn Stewart van de Red Deer Advocate prees Wariners fijne, gestructureerde zang samen met de combinatie van vrolijke liedjes en ballades.

### 1984-1987: MCA Nashville
Toen het contract van Wariner in 1984 afliep, koos hij ervoor Brown te volgen naar MCA Nashville. Zijn eerste album voor het label was One Good Night Deserves Another uit 1985, dat Brown co-produceerde met Jimmy Bowen. Het album bevatte drie singles: de toptienhits What I Didn't Do, Heart Trouble en zijn tweede nummer 1-hit Some Fools Never Learn. De Academy of Country Music nomineerde Some Fools Never Learn voor «Song of the Year» in 1985 en Wariner merkte later op dat hij het zijn favoriete single vond. Tijdens het maken van het album zei Wariner dat Brown en Bowen hem meer controle gaven over het creatieve proces dan eerdere producenten, door hem te vragen zijn eigen materiaal te zoeken en hen vervolgens uit te leggen waarom hij elk nummer dat hij had gekozen leuk vond. Het selectieproces van de nummers stond ook een aantal songwriters toe die normaal niet op albums uit die tijd voorkomen. Deze schrijvers waren onder meer Dave Gibson, Ronnie Rogers, Wood Newton, Paul Overstreet en Steve Earle. Stewart schreef dat Wariner een frisse benadering van traditionele country kiest en een unieke, winnende stijl combineert, met de nadruk op de ballad You Can't Cut Me Any Deeper en het grote tempo van Your Love Has Got a Hold on Me in het bijzonder.
Zijn volgende album Life's Highway (1986) produceerde de twee opeenvolgende nummer 1-Hot Country Songs-hits You Can Dream of Me en het titelnummer. Dit werd gevolgd door de nummer 4-hit Starting Over Again. Wariner schreef mee aan vijf nummers op het album, waaronder You Can Dream of Me, dat hij schreef met John Hall en daarna van de band Orleans. Net als bij het vorige album vroegen Bowen en Brown hem om input over de selectie van nummers en productieprocessen. Een van die beslissingen van Wariner was om geen strijkerssectie op het album te hebben, omdat hij er geen live zou kunnen opnemen. Al Campbell van AllMusic beoordeelde het album positief en verklaarde dat het hem liet zien dat hij een meer volwassen muzikale richting inging. De beste momenten hier overtreffen alles wat Wariner tot dan toe had opgenomen. Tussen de publicaties van Life's Highway en Starting Over Again was hij ook duetzanger op That's How You Know When Love's Right van Nicolette Larson, die werd genomineerd voor het «Vocal Event of the Year» van dat jaar uit de Country Music Association. Wariner kreeg in deze periode meer bekendheid door het thema te zingen voor de televisieserie Who's the Boss?, die zijn vertolking gebruikte van 1986 tot 1990.
Overlappend met zijn eerste twee MCA-albums, promootte RCA twee compilaties van het materiaal. De eerste hiervan was een Greatest Hits-album, uitgegeven in 1985. Het jaar daarop verzamelde RCA acht niet eerder uitgebrachte nummers in het album Down in Tennessee. RCA bracht ook promotionele singles uit van elke compilatie: When We're Together van Greatest Hits en You Make It Feel So Right, een duet met Carol Chase uit Down in Tennessee. Op Down in Tennessee stond ook het instrumentale nummer Sano Scat. Ron Chalmers van de Edmonton Journal gaf Down in Tennessee een gemengde recensie en vond Wariners zang sterker op de ballads dan op het uptempo-materiaal. Zijn volgende MCA-publicatie was It's a Crazy World uit 1987, zijn eerste publicatie op compact disc. Het titelnummer is geschreven door Mac McAnally, die er in 1977 oorspronkelijk een pophit mee had. Alle drie de singles stonden bovenaan de hitlijsten van de Hot Country Songs: Small Town Girl, The Weekend en Lynda. Tussen The Weekend en Lynda was Wariner ook gastvocalist op de top 10-hit The Hand That Rocks the Cradle.van Glen Campbell. Dit nummer was goed voor Wariners eerste Grammy Award-nominatie in 1987, in de toen nieuwe categorie van «Best Country Collaboration with Vocals». Ook in 1987 werd hij door de Academy of Country Music genomineerd voor «Top Male Vocalist». Tom Roland van AllMusic recenseerde It's a Crazy World positief en stelde dat Wariner vocaal de leiding heeft en moeiteloos door het album lijkt te glijden. Hij heeft meer verantwoordelijkheid gekregen voor zijn eigen richting en heeft op een of twee uitzonderingen na, elk aspect van zijn plaat opgewaardeerd, met name wat betreft songkeuze en muzikaliteit. Wariner ondersteunde It's a Crazy World via een headliner-tournee met ook Hank Williams jr.

### 1988–1990: einde van MCA-jaren
In 1988 bracht Wariner zijn vierde publicatie I Should Be with You uit voor MCA. Het was goed voor de top 10-singles Baby I'm Yours, I Should Be with You en Hold On (A Little Longer). Wariner merkte op dat het album een meer countryrockinvloed bevatte dan zijn voorgangers, met name bij de selectie van sessiemuzikanten zoals Leland Sklar en Russ Kunkel, evenals Little Feat-medeoprichter Bill Payne. Het album zette de trend van Wariner om zijn eigen materiaal te schrijven voort, aangezien hij alle drie de singles en drie andere nummers op het album schreef of co-schreef. Hij co-produceerde ook voor het eerst met Bowen. I Should Be with You ontving een positieve recensie van het tijdschrift Cashbox, waarin stond dat het een strak vormgegeven pakket was, met zowel hedendaagse als traditionele countrynummers. Wariner ondersteunde het album in 1988 door te toeren met Reba McEntire.
I Got Dreams, ook gecoproduceerd door Wariner en Bowen, volgde in 1989. Wariner schreef negen van de tien nummers op het album, met medewerkers als McAnally, Roger Murrah, Mike Reid en het man/vrouw-duo Bill LaBounty en Beckie Foster. McAnally en LaBounty zongen beiden achtergrondzang op het album, waarbij de eerste ook zijn bijdrage leverde op akoestische gitaar en percussie. Toen het album uitkwam, merkte Wariner op dat het succes van de hitparade en de positieve ontvangst van fans van I Should Be with You een voortdurende groei in zijn songwriting inspireerde. Hij merkte ook op dat, hoewel hij geen sterke platenverkopen had of brancheprijzen had ontvangen, de radioprestaties van zijn singles hem inspireerden om de beste platen te maken. I Got Dreams bracht in 1989 drie singles in de Hot Country Songs hitlijsten: Where Did I Go Wrong en het titelnummer gingen allebei naar nummer 1, gevolgd door When I Could Come Home to You op nummer 5. De Ottawa Citizen-schrijfster Susan Beyer beoordeelde het album met genoegen en stelde dat hoe meer controle Wariner over zijn opnamen krijgt, hoe beter ze worden ... de geluiden lopen uiteen, maar elegant, van akoestisch country tot rock-edged tot volwassen hedendaags.
Wariner bracht in 1990 twee albums uit, waarvan de eerste Laredo was. Het was goed voor drie in de charts gebrachte singles: The Domino Theory, Precious Thing en There for Awhile. LaBounty en Foster schreven The Domino Theory, terwijl Wariner samen met McAnally Precious Thing schreef. De productietaken op het album werden opgesplitst, waarbij Garth Fundis en Randy Scruggs elk drie nummers produceerden en Tony Brown terugkeerde om de andere vier te produceren. Marc Rice van de Associated Press noemde Laredo een veilig, sympathiek album en prees de helderheid van de productie samen met de slimme teksten van The Domino Theory. Kay Knight van het tijdschrift Cashbox verklaarde dat Wariner ons een heel eenvoudige en intieme kijk op zijn muziek en zijn leven laat zien ... dit project zou Wariner zeker in de schijnwerpers van de countryradio moeten brengen. Zijn tweede publicatie in 1990 en de finale voor MCA was het kerstalbum Christmas Memories. Tijdens het opnemen van het album zei Wariner dat hij wilde dat het een tijdloos gevoel had. Het bevatte traditionele kerstliederen zoals Let It Snow! Let It Snow! Let It Snow!, Do You Hear What I Hear? en drie originele nummers, geschreven door Wariner en samenwerkingen met The Chieftains met vertolkingen van Past Three O'Clock en I Saw Three Ships. Wariner promootte het album via een radiospecial met de titel Steve Wariner's Acoustic Christmas, waarop ook Emmylou Harris en Mike Reid te horen waren. Een jaar later trad hij op in de televisiespecial Christmas Memories op The Nashville Network, met selecties van het album.
Terwijl zijn termijn bij MCA afliep, droeg Wariner bij aan twee bezuinigingen op het album The New Nashville Cats uit 1991 van Mark O'Connor. De eerste was een cover van Restless van Carl Perkins. Het kenmerkte O'Connor op viool, met Wariner, Vince Gill en Ricky Skaggs afwisselend op zang en gitaar. Met een nummer 25 in de Hot Country Songs wonnen alle vier de artiesten van dat jaar de 'Vocal Event of the Year'-prijs van de Country Music Association, samen met een Grammy Award voor «Best Country Collaboration with Vocals». Wariner schreef, zong en speelde ook gitaar op Now It Belongs to You, een ander deel van het album dat zich ook in de countryhitlijsten plaatste.

### 1991–1996: Arista Nashville
Wariner verliet MCA in der minne in 1991 en tekende later datzelfde jaar bij Arista Nashville. Zijn debuut voor het label was I Am Ready uit 1991, geproduceerd door Tim DuBois en Scott Hendricks. De titel van het album kwam van een nummer dat hij had geselecteerd, maar hij koos er uiteindelijk voor om het niet op het album op te nemen en noemde het 'left field'. De eerste single Leave Him Out of This bereikte begin 1992 een toptienpiek in de Hot Country Songs-lijst. Het werd gevolgd door een cover van The Tips of My Fingers, geschreven en oorspronkelijk opgenomen door Bill Anderson in 1960 en was ook een hit voor Roy Clark in 1963. Wariners versie, met achtergrondzang van Vince Gill, was de meest succesvolle single van het album. Het bereikte een Hot Country Songs-piek op nummer 3 in 1992 en de nummer 1-positie van de hitlijsten voor countrymuziek, gepubliceerd door Radio & Records. De volgende single A Woman Loves kwam ook in de top 10, maar de opvolgers Crash Course in the Blues (met O'Connor op fiddle) en Like a River to the Sea waren minder succesvol.
I Am Ready werd grotendeels positief kritisch onthaald. Brian Mansfield beoordeelde het album positief op AllMusic en verklaarde dat Wariner, een meester van het subtiele gevoel, de impact van dit album stilletjes en methodisch opbouwt, met de nadruk op de vocale en instrumentale uitvoeringen op de singles in het bijzonder. Alanna Nash van Entertainment Weekly beoordeelde het album "b", en sloot haar recensie af met 'als Wariner een pittig repertoire mist, maakt hij het bijna goed met geloofwaardige lezingen en behendige vocale schakeringen'. Jay Brakfield van Dallas Morning News dacht dat het album eigentijdse teksten had en een agressievere Wariner laat zien. Hij doet hetzelfde, maar nu doet hij het beter en doet hij er meer van. I Am Ready werd Wariner's eerste album dat een gouden certificering ontving van de Recording Industry Association of America (RIAA) voor de verkoop van 500.000 exemplaren in de Verenigde Staten. De overeenkomstige tournees voor I Am Ready waren tot nu toe de commercieel meest succesvolle uit zijn carrière. Eind 1991 bracht het Takamine-gitaarbedrijf een akoestisch gitaarmodel in beperkte oplage uit, vernoemd naar Wariner.
Zijn tweede album voor Arista Nashville was Drive uit 1993. De eerste single was de top 10-hit If I Didn't Love You. Daarna kwamen de Top 30-hits Drivin' and Cryin'  en It Won't Be Over You, terwijl het titelnummer van het album zich plaatste op nummer 63. Wariner vertelde aan Cashbox dat het plan was dat het album representatief zou zijn voor de energie die aanwezig was in zijn liveshows. Hij wilde ook dat het vrolijker zou zijn dan I Am Ready, waarvan hij vond dat het te veel ballads bevatte. Opnieuw behoorden Jarvis, Gill en McAnally tot de muzikanten die bijdroegen. Bluegrass-zanger Carl Jackson co-schreef en zong harmonie op The Same Mistake Again, terwijl elektrisch gitarist Brent Mason en steelgitarist Paul Franklin speelden op It Won't Be Over You. Hij promootte het album in 1993 met een tournee door de Verenigde Staten en Canada, gesponsord door General Motors Canada. Op de toer waren ook Toby Keith, Larry Stewart en de Canadese countryzangeres Cassandra Vasik te zien. Ondanks het succes van de eerste single, merkte DuBois (die toen de president van Arista Nashville was) op dat het album slecht verkocht vanwege de negatieve ontvangst van de volgende singles door radioprogrammeurs. Patrick Davitt van The Leader-Post beoordeelde het album met 3 van de 5 sterren en prees de teksten en arrangementen van It Won't Be Over You en Drivin' and Cryin', evenals de eenvoudiger countrydeuntjes (You Could Always) Come Back en The Same Mistake Again, maar had kritiek op If I Didn't Love You als repetitief en verschillende andere albumcases vanwege hun ondraaglijk dikke en zware geluid.
Hoewel hij in 1994 en 1995 geen albums uitbracht, verscheen hij in die tijd op gezamenlijke werken. De eerste was Mama's Hungry Eyes: A Tribute to Merle Haggard, waarop hij samen met de toenmalige labelgenoten Diamond Rio en Lee Roy Parnell een cover maakte van Workin' Man Blues van Merle Haggard. Bijgeschreven op "Jed Zeppelin", werd deze vertolking ook omgezet in een muziekvideo en in de hitlijst gebracht op nummer 48 in de Hot Country Songs. Een jaar later droeg hij de cover Get Back van The Beatles bij aan de compilatie Come Together: America Salutes the Beatles.
Het instrumentale album No More Mr. Nice Guy volgde in 1996. Wariner vertelde het tijdschrift Guitar Player dat hij een groot deel van zijn carrière een instrumentaal album wilde opnemen, maar dat hij aanzienlijke moeite had om toestemming te krijgen van zijn labels: leidinggevenden van MCA wilden hem alleen toestaan om één instrumentaal nummer op een album te spelen, terwijl hij bij Arista moest bedelen en smeken om hem een volledig album toe te staan. No More Mr. Nice Guy omvatte verschillende country- en bluegrass-muzikanten zoals Atkins, O'Connor, McAnally, Gill, Sam Bush, Béla Fleck en Diamond Rio-leadgitarist Jimmy Olander. Het bevatte ook folkgitarist Leo Kottke en Bon Jovi leadgitarist Richie Sambora en een gesproken woordintro door Major League Baseball-speler Nolan Ryan. Hoewel het project geen singles opleverde, werd het nummer Brickyard Boogie (met Jeffrey Steele, Bryan White, Bryan Austin en Derek George) in 1997 genomineerd voor een Grammy Award voor «Best Country Instrumental Performance». Chuck Hamilton van Country Standard Time merkte de verscheidenheid aan muziekstijlen op die op het album aanwezig waren en concludeerde dat, als je goed gitaarspel door enkele van de besten in de branche op prijs stelt, dit een goede keuze is. Eveneens in 1996 werd Wariner lid van de Grand Ole Opry.

### 1997-2001: Capitol Records
Wariner begon eind jaren 1990 met het schrijven van liedjes voor andere artiesten op voorstel van zijn vrouw Caryn, die ook zijn uitgeverij en fanclub leidde. Ze had voorgesteld dit te doen na het afnemende succes van zijn vorige albums. Hij schreef twee nummers die tussen eind 1997 en begin 1998 bovenaan de hitlijsten van de Hot Country Songs stonden: Longneck Bottle van Garth Brooks (waar Wariner ook op de achtergrond zong en leadgitaar speelde op verzoek van Brooks) en Nothin' but the Taillights door Clint Black. Bryan White had in deze periode ook een top-20-hit met One Small Miracle, dat Wariner schreef met Bill Anderson. Daarnaast zong Wariner duetvocalen op de single What If I Said van Anita Cochran. Begin 1998 werd dit nummer niet alleen de tiende nummer 1-hit van Wariner in de Hot Country Songs-hitlijst, maar ook zijn eerste vermelding in de Billboard Hot 100 op nummer 59. Volgens Wariner speelden sommige radiostations deze vier nummers achter elkaar af, een beweging die volgens hem hielp meer aandacht te vestigen op zijn oeuvre. Gebaseerd op het succes van deze nummers, toonde Wariner interesse om nog een album uit te brengen, maar zei dat de leidinggevenden van Arista Nashville terughoudend waren om dit te doen na het commerciële falen van Drive en No More Mr. Nice Guy. In reactie daarop stelde Brooks voor, dat Wariner zijn contract zou beëindigen en bij een ander label zou tekenen. In januari 1998 onderging Wariner onderhandelingen met meerdere labels, waaronder Giant Records en Asylum Records, voordat hij voor Capitol Records Nashville koos, waarbij Brooks destijds ook had getekend.
Zijn eerste Capitol-album Burnin' the Roadhouse Down kwam uit in april 1998. De eerste hit van het album was de single Holes in the Floor of Heaven, die twee weken op de tweede plaats van de Hot Country Songs stond. De andere singles van het album waren het titelnummer (een duet met Brooks) Road Trippin' en Every Little Whisper. Wariner schreef/co-schreef en produceerde elk nummer op het album, behalve What If I Said, dat als bonustrack werd opgenomen vanwege het eerdere succes. Country Standard Time publiceerde een gemengde recensie van het album, waarin de meeste songteksten van Wariner werden geprezen, terwijl het titelnummer werd bekritiseerd als voorspelbaar sappig. Thom Owens van AllMusic schreef over het album dat zijn muziek misschien niet zo fris is als in de vroege jaren 1980, toen hij aan het begin van zijn carrière stond, maar hij is een meesterlijke vakman geworden en daarom schittert het album. Tegen het einde van het jaar was Burnin' the Roadhouse Down Wariners tweede gouden album geworden. Holes in the Floor of Heaven won in 1998 de «Song of the Year»-prijs van de Academy of Country Music (waar hij ook de nominaties voor «Song of the Year» en «Video of the Year» ontving voor hetzelfde nummer) en «Vocal Event of the Year»-nominaties voor zowel What If I Said als Burnin' the Roadhouse Down. Bovendien ontving Holes in the Floor of Heaven in 1998 de Country Music Association-prijzen voor zowel «Single of the Year» als «Song of the Year» en werd genomineerd bij de Grammy Awards in 1998 voor zowel «Best Male Country Vocal Performance» als «Best Country Song».
Wariners tweede album voor Capitol was Two Teardrops, dat werd uitgebracht in 1999 en ook werd gecertificeerd met goud. Er werden slechts twee singles van geproduceerd: het titelnummer, dat Wariner samen met Bill Anderson schreef, en een heropname van zijn debuutsingle I'm Al Taken. Deze bereikten dat jaar respectievelijk de nummers twee en drie in de hitlijsten van de Hot Country Songs en waren ook succesvol in de Hot 100, waar ze respectievelijk nummer 30 en nummer 42 bereikten. Opnieuw produceerde Wariner het album zelf. Zijn broer Terry zorgde voor achtergrondzang op I'm Al Taken en zoon Ryan speelde gitaar op So Much. Het album bevatte ook een duet met Bryan White in Talk to Her Heart en het instrumentale nummer The Harry Shuffle. Owens zei over het album dat het misschien niet de knaller is die Burnin' the Roadhouse Down was, maar Two Teardrops bewijst dat Wariner kan blijven winnen. Daarnaast was Wariner dan wel een van de vele muzikanten die hebben bijgedragen aan Bob's Breakdown, een nummer van het album Ride with Bob uit 1999 van Asleep at the Wheel. In hetzelfde jaar ontving hij een tweede Grammy Award uit drie nominaties: zowel The Harry Shuffle als Bob's Breakdown waren genomineerd voor «Best Country Instrumental Performance», waarbij de laatste die prijs won, terwijl Two Teardrops werd genomineerd voor «Best Country Song». Tegen het einde van de jaren 1990 had Wariner ook leadgitaar gespeeld op albums van Bryan White, Lila McCann en Collin Raye.
Zijn laatste Capitol Nashville-album was Faith in You uit 2000, dat het titelnummer (ook mede-geschreven door Anderson) en Katie Wants a Fast One, een ander duet met Brooks, in de hitlijsten plaatste. In Faith in You speelde Ryan opnieuw, dit keer als leadgitarist op het afsluitende instrumentale Bloodlines en zijn andere zoon Ross op High Time. Naast zijn gebruikelijke gitaarwerk droeg Wariner ook bij op lap steel-gitaar, mandoline en de papoose (een gitaar met een hogere snaar, vervaardigd door Tacoma Guitars). Bloodlines was goed voor een andere «Best Country Instrumental Performance»-nominatie bij de Grammy Awards in 2000. William Ruhlmann beoordeelde het album positief in AllMusic en verklaarde dat het weer een consistente, ambachtelijke inspanning was van een artiest die het meeste uit zijn tweede kans in countrymuziek heeft gehaald. Eveneens in 2000 schreef Wariner mee, speelde leadgitaar en zong duetvocalen op Clint Blacks single Been There uit 2000 van zijn album D'lectrified. Een jaar later had Keith Urban een top 5-hit met Where the Blacktop Ends, dat Wariner schreef met Allen Shamblin. Wariners contract met Capitol eindigde toen president Pat Quigley vertrok.

### 2003-heden: SelecTone
In 2003 richtte Wariner zijn eigen platenlabel SelecTone Records op. Zijn eerste album voor het label was Steal Another Day. Het was goed voor de hitlijsten voor I'm Your Man en Snowfall on the Sand. Wariner nam het album op in een studio die hij achter zijn eigen huis had gebouwd. Naast de twee singles bevatte het album heropnamen van Some Fools Never Learn, You Can Dream of Me, The Weekend, Where Did I Go Wrong en Small Town Girl, met There Will Come a Day, een lied dat hij schreef over zijn stiefdochter Holly. Wariner promootte het album met een concert op de Indiana State Fair in 2003. Hij trad ook op in Walmart-winkels in Indianapolis om het alfabetiseringsprogramma voor kinderen van de keten Words Are Your Wheels te promoten. Wariner verscheen op een 80-jarig jubileumfeest van de Grand Ole Opry in 2005, waarbij hij en verschillende andere Opry-leden deel uitmaakten van een tweedaags concert. Hij trad ook op met The Grascals op de International Bluegrass Music Association Awards 2006.
In 2008 speelde Wariner gitaar op twee nummers van Brad Paisley's instrumentale album Play: The Guitar Album: de samenwerking met meerdere artiesten Cluster Pluck, die dat jaar de Grammy Award won voor «Best Country Instrumental», en More Than Just This Song, dat Wariner en Paisley samen schreven. Een jaar later bracht Wariner het instrumentale album My Tribute to Chet Atkins uit. Het nummer Producer's Medley van het album leverde hem nog een Grammy Award op voor «Best Country Instrumental Performance». Jeff Tamarkin van AllMusic beoordeelde het album positief en verklaarde dat Wariners gitaarwerk gedurende het hele album helder, scherp en slim is, hij probeert nooit Atkins te imiteren, maar hij slaagt er toch in hem te belichamen. Voor dit album verwees Wariner naar zichzelf als "Steve Wariner, cgp", waarmee hij de titel gecertificeerd gitarist aanduidde, die Atkins had verleend aan gitaristen die hij respecteerde. Andere gitaristen die deze titel van Atkins ontvingen, zijn onder meer Tommy Emmanuel, John Knowles, Marcel Dadi en Jerry Reed. Wariner promootte het album via speciale concerten in Nashville, waarvan de opbrengst werd gedoneerd aan het Chet Atkins Music Education Fund.
Het instrumentale album Guitar Laboratory volgde in 2011. Medewerkers op het album waren onder meer David Hungate, Aubrey Haynie en Paul Yandell, samen met Wariners toerende drummer Ron Gannaway en zoon Ross. JP Tausig van Country Standard Time merkte de verscheidenheid aan muziekstijlen op het album op, met name een jazzinvloed op sommige nummers. It Ain't All Bad uit 2013 bracht Wariner terug naar een vocaal album na verschillende instrumentale albums. Chuck Yarborough van The Plain Dealer beoordeelde het album "a", waarbij hij de invloeden van rockabilly en bluegrass op het geluid van het album opmerkte en ook de tekst van Arrows at Airplanes en Bluebonnet Memories benadrukte. In 2016 volgde All Over the Map, waarop Wariner gitaar, drums, contrabas en steelgitaar speelde. Het album bevatte een mix van instrumentale en vocale nummers, waaronder When I Still Mattered to You, een nummer dat hij in 1996 met Merle Haggard schreef. Het bevatte ook een samenwerking met Ricky Skaggs op Down Sawmill Road.
In 2019 was Wariner een van de vele artiesten die werd opgenomen in de Musicians Hall of Fame and Museum.

## Muziekstijlen
William Ruhlmann van AllMusic schreef, dat in het begin de laaggestemde gitaren en het brede scala van zijn singles regelmatig vergelijkingen met de vroege Glen Campbell-hits opleverden. Richard Carlin van Country Music: A Biographical Dictionary vergeleek op dezelfde manier de RCA-catalogus met die van Glen Campbell, die zulke nummers een pop-country back-up noemt die echt niet bij hem past. Carlin vond de MCA-albums progressiever en vergelijkbaar met poprock. Thomas Goldsmith van The Tennessean merkte op dat veel van Wariner's hitsingles uit het midden van de jaren 1980 persoonlijke, nuchtere liedjes uit het dagelijks leven waren. Hij schreef ook dat Wariner door de publicatie van Life's Highway een slankere country-stijl had ontwikkeld in vergelijking met de pop-georiënteerde deuntjes van zijn vroegere dagen. In een recensie van Faith in You, ook voor AllMusic, beschreef Ruhlmann de stijl van Wariner door te zeggen: zijn capaciteiten als gitarist, ingetogen maar altijd duidelijk in de stijl van zijn mentor Chet Atkins, zorgen voor een basisniveau van genot, wat er ook is. Brian Wahlert van Country Standard Time verklaarde dat hij meestal aangename muziek uitbrengt, die noch onschadelijk noch opwindend is. Vince Gill zei dat Wariner net als Gill een reputatie heeft als een uitstekende gitarist en een geweldige zanger. Wariner merkte op dat Atkins invloedrijk was in zijn vroege dagen als artiest, aangezien Atkins Wariner aanmoedigde om zijn eigen leadgitaarpartijen te spelen en om de kwaliteit van een nummer te benadrukken boven wie het heeft geschreven. Desondanks zei Wariner ook dat hij er alleen voor koos om zijn eigen gitaarsolo's op te nemen in nummers waarvan hij vond dat ze nodig waren. Sommige van Wariners nummers gebruiken scat-zang over zijn solo's, met name I Got Dream.
Wariners gitaarspeelstijl omvat fingerstyle gitaar en klassieke gitaar, die volgens hem beide inspiratiebronnen waren van het werk van Jerry Reed. In zijn vroege dagen toen hij optrad met Atkins, herinnert hij zich dat Atkins hem een Gretsch-gitaar zou lenen waarop hij solo's mocht spelen. Een artikel in de Los Angeles Times vermeldde over Wariners muzikale imago in de jaren 1990 dat hij, in tegenstelling tot zijn leeftijdsgenoten, geen cowboyhoed droeg. Hetzelfde artikel beschreef hem als gewoon goed ... Wariner heeft een engelachtige stem, een aantal solide nummers en een verbluffende faciliteit op de gitaar. Veel van zijn projecten zijn in slechts één opname opgenomen, waaronder Burnin' the Roadhouse Down, het nummer I Just Do van Faith in You en het Atkins-tribute-album.

## Privéleven
Wariner verwekte zijn eerste zoon, Ryan, met Caryn Severs in 1984, hoewel de twee op dat moment niet getrouwd waren. Nadat ze in 1987 trouwden, kregen ze een tweede zoon, Ross. Hij heeft ook een stiefdochter, Holly, bij wie jeugddiabetes werd vastgesteld. Hij heeft een zus, Barbara, en drie broers: Kenny, Dave en Terry, van wie de laatste een lange tijd lid was van zijn roadband. Zijn moeder Genève Ilene Wariner overleed op 19 juni 2012, gevolgd door zijn vader Roy Monroe Wariner, op 7 juli 2017.
Gedurende een groot deel van de jaren tachtig ontwikkelde Wariner belangstelling voor toneelmagie en nam hij vaak magische acts op als onderdeel van zijn concerten. Hij begon ook met aquarelleren en noemde zijn lied Like a River to the Sea naar zo'n schilderij.

## Onderscheidingen en nominaties
| Jaar | Verbinding                | Categorie                              | Werk | Resultaat   |
| ---- | ------------------------- | -------------------------------------- | --- | ----------- |
| 1979 | Academy of Country Music  | Bass Guitarist of the Year             | | Genomineerd |
| 1980 | Academy of Country Music  | Top New Male Vocalist                  | Genomineerd |             |
| 1985 | Academy of Country Music  | Song of the Year                       | Some Fools Never Learn                                                                                               | Genomineerd |
| 1986 | Country Music Association | Vocal Duo of the Year                  | That's How You Know When Love's Right (met Nicolette Larson)                                                         | Genomineerd |
| 1987 | Academy of Country Music  | Top Male Vocalist                      | | Genomineerd |
| 1987 | Grammy Awards             | Best Country Collaboration with Vocals | The Hand That Rocks the Cradle (met Glen Campbell)                                                                   | Genomineerd |
| 1991 | Grammy Awards             | Best Country Collaboration with Vocals | Restless (met Mark O'Connor, Ricky Skaggs en Vince Gill)                                                             | Gewonnen    |
| 1991 | Country Music Association | Vocal Event of the Year                | Restless (met Mark O'Connor, Ricky Skaggs en Vince Gill)                                                             | Gewonnen    |
| 1996 | Grammy Awards             | Best Country Instrumental Performance  | The Brickyard Boogie (met Bryan Austin, Derek George, Jeffrey Steele en Bryan White)                                 | Genomineerd |
| 1998 | Grammy Awards             | Best Male Country Vocal Performance    | Holes in the Floor of Heaven                                                                                         | Genomineerd |
| 1998 | Grammy Awards             | Best Country Song                      | Holes in the Floor of Heaven                                                                                         | Genomineerd |
| 1998 | Academy of Country Music  | Vocal Event of the Year                | What If I Said (met Anita Cochran)                                                                                   | Genomineerd |
| 1998 | Academy of Country Music  | Vocal Event of the Year                | Burnin' the Roadhouse Down (met Garth Brooks)                                                                        | Genomineerd |
| 1998 | Academy of Country Music  | Video of the Year                      | Holes in the Floor of Heaven                                                                                         | Genomineerd |
| 1998 | Academy of Country Music  | Single of the Year                     | Holes in the Floor of Heaven                                                                                         | Genomineerd |
| 1998 | Academy of Country Music  | Song of the Year                       | Holes in the Floor of Heaven                                                                                         | Gewonnen    |
| 1998 | Country Music Association | Single of the Year                     | Holes in the Floor of Heaven                                                                                         | Gewonnen    |
| 1998 | Country Music Association | Song of the Year                       | Holes in the Floor of Heaven                                                                                         | Gewonnen    |
| 1999 | Grammy Awards             | Best Country Song                      | Two Teardrops | Genomineerd |
| 1999 | Grammy Awards             | Best Country Instrumental Performance  | The Harry Shuffle | Genomineerd |
| 1999 | Grammy Awards             | Best Country Instrumental Performance  | Bob's Breakdowns (met Asleep at the Wheel)                                                                           | Gewonnen    |
| 2000 | Grammy Awards             | Best Country Instrumental Performance  | Bloodlines | Genomineerd |
| 2008 | Grammy Awards             | Best Country Instrumental Performance  | Cluster Pluck (met James Burton, Vince Gill, Albert Lee, John Jorgenson, Brent Mason, Brad Paisley en Redd Volkaert) | Gewonnen    |
| 2009 | Grammy Awards             | Best Country Instrumental Performance  | Producer's Medley | Gewonnen    |

## Discografie
Voor discografie zie ook: Discografie van Steve Wariner
- Bibsys: 13011219
- Bibliothèque nationale de France: cb139434583 (data)
- International Standard Name Identifier: 0000 0001 1491 4151
- Library of Congress Control Number: n91128832
- MusicBrainz: 1bbddf35-a5a4-49a8-a8e7-fbfc419cc0f0
- Nederlandse Thesaurus van Auteursnamen: 101790147
- Virtual International Authority File: 48415181
- WorldCat: E39PBJcwBFj844QdddVwxktR8C